# Hottentotta reddyi
Espèce
Hottentotta reddyi est une espèce de scorpions de la famille des Buthidae.

## Distribution
Cette espèce est endémique du Tamil Nadu en Inde.

## Étymologie
Cette espèce est nommée en l'honneur de R. P. Sreenivasa-Reddy.

## Publication originale
- Lourenço, 2015 : « New considerations on the genus Hottentotta Birula, 1908 (Scorpiones: Buthidae) with the description of one new species from the south of India. » Arachnida - Rivista Aracnologica Italiana, vol. 1, no 2, p. 37-49.